# Tormento della Veglia

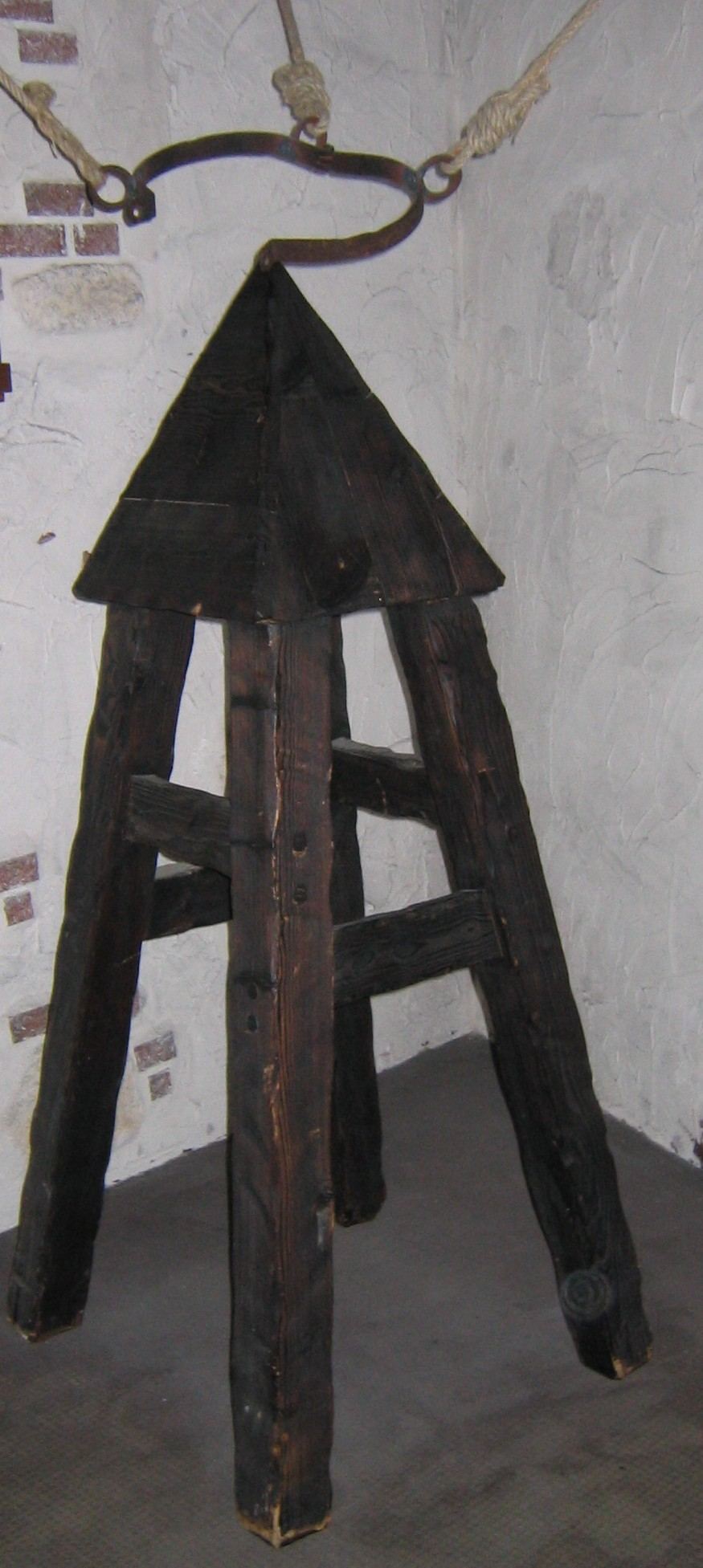

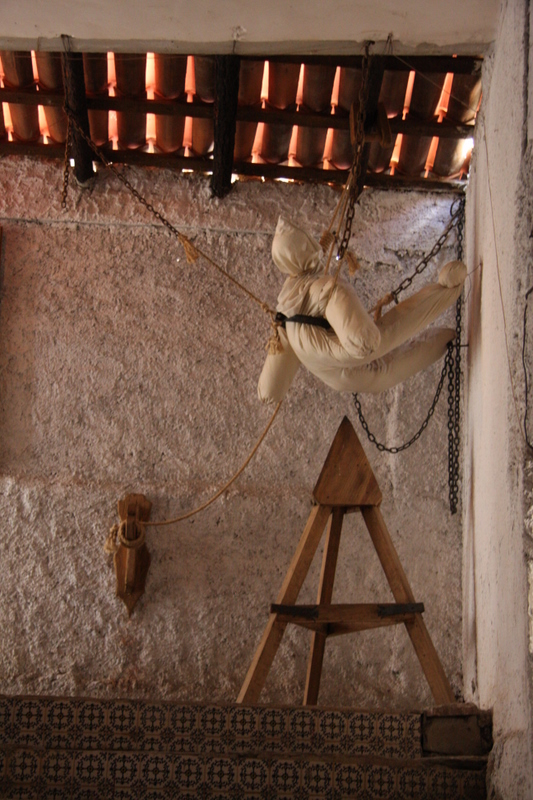

Il tormento della veglia (tormentum vigiliae), popolarmente e impropriamente conosciuto come culla di Giuda, è stato uno strumento di tortura utilizzato tra il XVI e il XVII secolo, consistente in uno sgabello appuntito sul quale il condannato era costretto a sedersi, con l'ano scoperto, mentre era sostenuto da corde legate alle braccia e alle gambe. Lo sgabello aveva tipicamente un angolo ottuso, ma talvolta anche acuto, sebbene la forma ottusa si preferisse per evitare di causare la morte del condannato; tuttavia, anch'essa era in grado di infliggere grande dolore al condannato, poiché questa era spesso costretto a restarvi anche per decine di ore, in un caso addirittura 40. Da qui il nome di "tormento della veglia", in quanto il condannato, nella dolorosa posizione, non riusciva ad addormentarsi.
Sebbene la denominazione culla di Giuda sia di origine incerta e probabilmente spuria, l’esistenza dello strumento a cui essa si riferisce è comprovata da numerosi fonti storiche del tempo.

## Storia e testimonianze
L'invenzione di questo metodo di tortura è attribuita al giurista Ippolito Marsili.
Una delle prime descrizioni dello strumento è fornita da Flaminio Cartari (1531-1593), giurista di Orvieto, che riporta:
Unde pro illis verbis, sedens super quodam scamno lignei, & c. (ecc.) haec alia ponuntur, sedens super capram ano sine caligis denudato, sic modum exprimendo, quo reus hoc tormenti instrumento torquetur, prout in omnibus tormenti generibus exprimi ita debet, & est quidem tormenti genus atrocissimus, & non nisi urgentissimis indiciis praecedentibus, & non atrocissimis, non etiam passim in quodlibit crimine eo Iudices uti debent, & in his etiam raro, ne, umquam quadraginta horas.»
Per cui per le ottenerne le parole [la confessione], il sedente è posto sullo sgabello di legno, senza scarpe e denudato, e nel quale il reo viene fatto torcere sullo strumento di tortura; poiché il reo subisce tormenti di tutti i generi, e poiché esso è certamente un genere di tormento atrocissimo, i giudici non devono comminare la pena in qualsivoglia tipo di crimine, ma solo in presenza di gravissimi e urgentissimi indizi precedenti, e anche in questi casi in modo sporadico, tantomeno per quaranta ore.»
(Flaminio Cartari, Theoricae et praxis interrogandum reorum, 1590)
Una descrizione molto più dettagliata dello strumento è fornita dal medico Paolo Zacchia nelle sue Quaestiones Medico-Legales:
(Paolo Zacchia, Quaestiones Medico-Legales, 1621)
Un’altra descrizione è fornita da Tranquillo Ambrosino nel suo ‘’  Processus Informativus’’ (1667):
(Tranquillo Ambrosino, Processus Informativus sive De Modo Formandi Informativum Brevis Tractatus, 1667)
Un caso notevole di utilizzo del tormento della veglia fu quello del filosofo Tommaso Campanella, processato più volte dall'Inquisizione; nell'ultimo processo, tenutosi nel 1600, Campanella subì il tormento della veglia per 40 ore. Come riporta dallo stesso Campanella nel Proemio all'Ateismo trionfato:
(Tommaso Campanella, Ateismo Trionfato (Proemio))